# 미할 듀리시
미할 듀리시(슬로바키아어: Michal Ďuriš, 1988년 6월 1일 ~ )는 에티니코스 아크나스에서 활약하고 있는 슬로바키아의 축구 선수이다.

## 수상

### 플젠
- 체코 1부 리그 (3): 2010–11, 2012–13, 2015–16
- 체코 슈퍼 컵 (2): 2011, 2015